# Суперкупа на България 2021
Суперкупата на България през 2021 г. е деветнадесетия мач за Суперкупата на България. Срещата се играе между шампиона на България Лудогорец Разград и носителя на Купата на България ЦСКА (София), който победжава на финала Арда Кърджали.

## Регламент
Носителят на Суперкупата на България се определя във финал в една среща на неутрален терен. Финалисти са шампионът на Първа лига за сезон 2020/21 и носителят на Купата на България за сезон 2020/21. Ако един отбор спечели и двете състезания, вторият участник в мача за Суперкупата на България е финалистът в турнира за Купата на България за сезон 2020/21. При равенство в редовното време директно се изпълняват дузпи.

## Данни за мача
| 17 юли 2021 г. 20:30 |

| Лудогорец Разград                            | 4-0 | ЦСКА (София) |
| -------------------------------------------- | --- | ------------ |
| Сантана 29' Янков 42' Сотириу 49' Чибота 84' |     |              |

| Национален стадион „Васил Левски“, София 8800 зрители Съдия: Ивайло Стоянов |